# Ikara Colt
Ikara Colt est un groupe de rock indépendant britannique, originaire de Londres, en Angleterre. Le groupe, actif entre 1999 et 2005, compte au total deux albums studio.

## Biographie
Ikara Colt se forme en 1999 à l'initiative de quatre étudiants en art du campus londonien de Whitechapell : Jon Ball (basse), Claire Ingram (guitare), Dominic Young (batterie) et Paul Resende (chant). Le groupe prend ses marques sur les scènes locales et se fait remarquer par John Peel, présentateur de la BBC, qui les invite à enregistrer une session pour son émission.
Ikara Colt signe peu après sur le label londonien Fantastic Plastic Records et ne tarde pas à publier son premier album, Chat and Business,,, précédé par les singles Sink Venice, One Note et Rudd. Le groupe tourne ensuite de façon continue, faisant sa première percée aux États-Unis grâce à la distribution en 2003 de leur premier album par le label Epitaph,. L'EP Basic Instructions sort également à l’été 2003. Le bassiste Jon Ball quitte ensuite le groupe, remplacé par Tracy Bellaries.
Ikara Colt rentre en studio à la fin 2003 pour enregistrer Modern Apprentice, deuxième et dernier album qui sort en juin de l'année suivante,,. Après une dernière tournée, le groupe annonce sa séparation sur son site le 17 janvier 2005 : « Chers amis, juste un petit mot pour dire que le groupe se sépare à compter d’aujourd’hui. Nous avons publié deux albums et un certain nombre de singles et nous nous étions toujours dit que l’on se séparerait au bout de cinq ans. Or, ces cinq années sont passées, il vaut mieux en finir de cette façon que de devenir un vieux groupe fatigué. »

## Style et influences
La musique de Ikara Colt, généralement qualifiée par la critique spécialisée de punk rock arty ou de post-punk, a souvent été comparée aux groupes The Fall,,, et Sonic Youth,,,,. D’autres rapprochements sont opérés par les critiques, avec notamment Stiff Little Fingers, At the Drive-In,, Fugazi, Hüsker Dü, Nirvana ou encore Wire,.
Ikara Colt fait partie d'un mouvement éphémère baptisé Scene With No Name par le magazine NME, et qui désignait les groupes britanniques d'influence punk rock du début des années 2000. Parmi les groupes associés à ce « mouvement » figurent entre autres Mclusky, The Eighties Matchbox B-Line Disaster, The Parkinsons, The Cooper Temple Clause, Hoggboy, Electrelane, The Martini Henry Rifles ou encore KaitO,.

## Membres
- Paul Resende - chant (1999–2005)
- Claire Ingram - guitare (1999–2005)
- Dominic Young - batterie (1999–2005)
- Jon Ball - basse (1999–2003)
- Tracy Bellaries - basse (2003–2005)

## Discographie

### Singles
- 2001 : Sink Venice (b/w At the Lodge et Escalate)
- 2001 : One Note (b/w Surf 2 et Kite)
- 2002 : Rudd (b/w Your Vain Attempts et Memory) (UK 72e
- 2003 : Live at the Astoria (b/w I'm With Stupid et At The Lodge)
- 2004 : Wanna Be that Way (b/w Leave this Country, The Other et Start Up) (UK 49e)
- 2004 : Wake in the City (b/w Til the End, Keep It to Yourself et Repetition) (UK 55e)
- 2004 : Modern Feeling b/w Seeing Double, Ring Road et Modern Feeling JCB Mix) (UK 61e[18])